# 俞佐廷
俞佐廷（1888年—1951年），清末民国金融资本家。字崇功，浙江省镇海县（宁波）人。

## 生平
早年在余姚县（今宁波市余姚）的一木行做学徒，学做木工。清朝光绪三十四年（1908年），入镇海县镇余钱庄，担任职员。后赴上海，入恒祥钱庄，担任帐房。
民国五年（1916年），慎德钱庄改组成立天益钱庄，俞佐廷出任钱庄经理。民国十年（1921年），俞佐廷出任上海中易信托公司副经理。民国十五年（1926年），俞佐廷赴天津，出任恳业银行经理。民国十六年（1927年），回家乡宁波，出任宁波市财政局局长。不久后，俞佐廷被推举为宁波市总商会会长。
民国二十年（1931年），俞佐廷在上海筹资创办恒巽钱庄，出任经理。俞佐廷并在宁波创办慎生渔业商行，正大渔行，东升渔行和万成渔行。俞佐廷成为跨领域的实业资本家，在上海，浙江省的杭州、宁波、绍兴等城市拥有十余家企业，俞佐廷并分别担任多家企业的董事、董事长和监事。俞佐廷因在钱庄业业绩出色，被选为上海市钱业公会的常务委员。民国二十一年（1933年），俞佐廷被当选上海市商会的常务理事。民国二十三年（1934年）6月，俞佐廷被当选为上海市商会的主席委员。民国二十四年（1935年）10月，俞佐廷赴日本考察工商业。民国二十五年（1936年），俞佐廷当选上海市商会的常务监察委员。民国二十六年（1937年），俞佐廷出任四明银行的私股常务董事和四明储蓄会的总经理。
抗日战争爆发后，俞佐廷离开上海，赴大后方的陪都重庆。民国三十四年（1945年），抗日战争胜利，俞佐廷回到上海。民国三十六年（1947年），俞佐廷当选上海市商会的理事，并出任四明银行的常务董事，兼任四明银行的总经理。民国三十八年（1949年），俞佐廷当选上海市商会监事。
1949年，俞佐廷辞去四明银行总经理的职务，但仍保留有常务董事的名衔。俞佐廷后来迁居台湾，最后定居于香港。1951年，逝世于香港。